# Iowa (staat)
Iowa (uitspraak: [ˈaɪ.əwə] ⓘ) is een van de vijftig staten van de Verenigde Staten. Gelegen in het Midden-Westen (Midwest), Iowa telde 3.190.369 inwoners in 2020. De standaardafkorting voor de "Hawkeye State", zoals de bijnaam luidt, is IA. De hoofdstad en grootste stad is Des Moines, dat grofweg in het midden van de staat ligt.

## Geschiedenis
Het gebied dat nu Iowa heet, werd oorspronkelijk bevolkt door Indianenstammen als de Ioway, ook wel Iowa genoemd. Daarna was de regio lang in handen van de Fransen als onderdeel van Louisiana (Nieuw-Frankrijk). Om deze reden heeft o.a. de rivier Des Moines een Franse naam. Gedurende enige decennia aan het einde van de 18e eeuw bezat Spanje het gebied. Frankrijk verkocht uiteindelijk in 1803 via de aankoop van Louisiana een groot deel van het gebied ten westen van de Mississippi aan de Verenigde Staten waar ook het grondgebied van Iowa toe behoorde.
In 1808 werd in het zuidwesten van het gebied Fort Madison gebouwd. In 1832 werd de Black Hawk War uitgevochten tussen het Amerikaanse leger enerzijds en Meskwakihaki, Sauk en Kickapoo anderzijds. Rond 1833 kwamen de eerste kolonisten naar het gebied en zij stichtten de plaatsen Dubuque en Bellevue aan de westkant van de Mississippi. In 1838 werd het Iowa Territory opgericht wat veel groter was dan de huidige staat. Op 28 december 1846 werd Iowa, ten tijde van president Martin Van Buren, de 29ste staat van de Verenigde Staten.
In eerste instantie werd de staat min of meer genegeerd door de meeste kolonisten. Ze trokken er slechts doorheen, denkend dat de uitgestrekte graslanden niet vruchtbaar waren. De grond bleek dat echter wel te zijn en na de aanleg van spoorlijnen vanaf 1860 werd de staat een belangrijk landbouwgebied. Tijdens de Amerikaanse Burgeroorlog maakte Iowa deel uit van de Unie. In de verkiezing die eraan vooraf ging koos de staat voor Abraham Lincoln maar tegelijkertijd genoten de Copperheads veel aanhang. Dit waren de politici die weliswaar aan de kant van het noorden stonden maar die geen oorlog wilden. Er vonden geen gevechten plaats in de staat maar wel net over de grens in Missouri tijdens de Slag bij Athens. Tijdens en na de burgeroorlog zou de bevolking sterk groeien, van zo'n 600.000 in 1860 naar 1.600.000 in 1880.
De landbouwsector zou het een halve eeuw lang goed doen maar na de Eerste Wereldoorlog trad de economische neergang in waardoor veel kleinere boeren niet meer in staat bleken om het hoofd boven water te houden. Er ontstond industrialisatie in de landbouwsector. Dit effect werd versterkt tijdens de crisis van de jaren 30 en in de farm crisis in de jaren tachtig.

## Geografie
De staat Iowa beslaat 145.743 km², waarvan 0,71 % water is. Iowa valt onder de Central tijdzone. Iowa grenst in het noorden aan de staat Minnesota, in het westen aan South Dakota en Nebraska, in het oosten aan Wisconsin en Illinois en in het zuiden aan Missouri.
De oostgrens wordt gedefinieerd door de Mississippi. De westgrens wordt gevormd door de Missouri en de Big Sioux River die er in uitkomt. De Des Moines River loopt dwars door de staat en de hoofdstad en vormt een klein stuk van de zuidgrens.
Iowa is vrij vlak. Het hoogste punt ligt op 509 m. In het noordwesten liggen de Iowa Great Lakes, een groep van drie meren.

## Bestuurlijke indeling
Iowa is onderverdeeld in 99 county's.

## Politiek

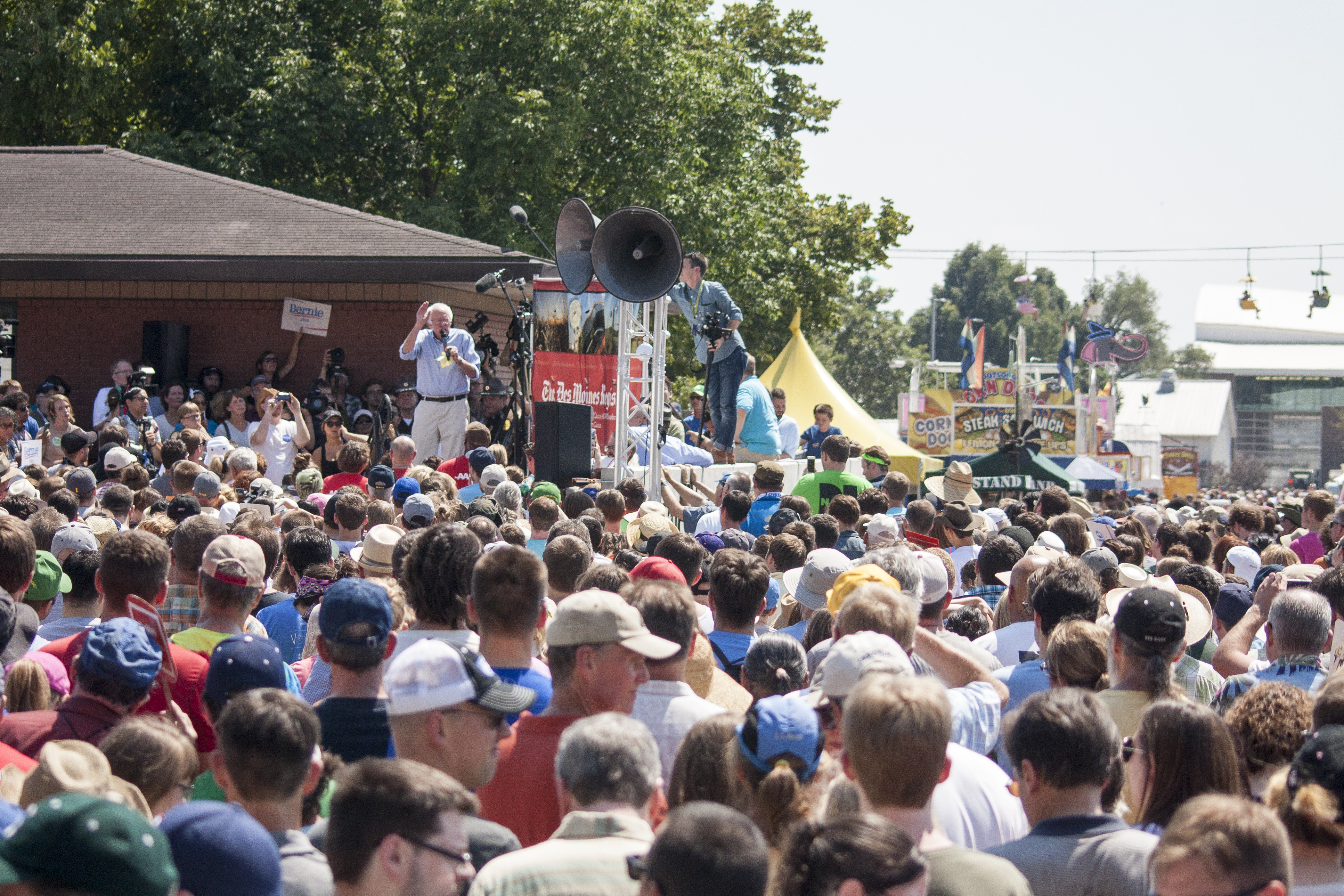
Bernie Sanders spreekt tijdens een zogenaamde Straw poll op de Iowa State Fair van 2015 ter voorbereiding op de caucuses

Aan het hoofd van de uitvoerende macht van de staat staat een gouverneur, die direct gekozen wordt door de kiesgerechtigden in de staat. In 2011 werd Terry Branstad van de Republikeinse Partij verkozen tot gouverneur van de staat Iowa. Hij bekleedde die functie ook al tussen 1983 en 1999. In mei 2017 legde Branstad zijn functie tussentijds neer om Amerikaans ambassadeur in China te worden. Hij werd opgevolgd door partijgenoot en luitenant-gouverneur Kim Reynolds, die daarmee de eerste vrouwelijke gouverneur van Iowa is.
De wetgevende macht bestaat uit het Huis van Afgevaardigden van Iowa (Iowa House of Representatives) met 100 leden en de Senaat van Iowa (Iowa Senate) met 50 leden. De Republikeinen hebben een meerderheid in beide kamers sinds de verkiezingen van november 2016.
Sinds 1972 vormden de Iowa caucuses steeds het startsein van de voorverkiezingen van de Amerikaanse presidentsverkiezingen. Omdat dit de eerste staat is waar gestemd wordt over potentiële kandidaten zijn deze kandidaten bereid om extra toezeggingen te doen aan de bevolking van de staat. Hier kunnen ze immers een goede of juiste slechte start maken. Deze caucuses zijn ook omstreden omdat deze een ingewikkelde procedure volgen en die tijdens de verkiezingen van 2020 tot controverses leidde.

## Cultuur

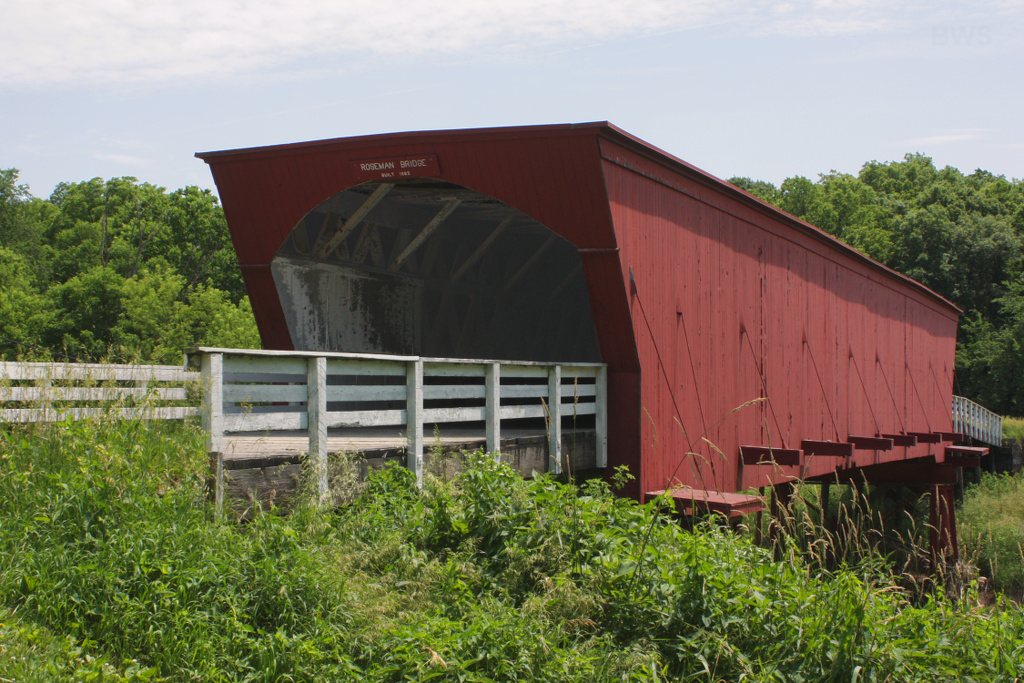
Een van de overdekte bruggen in Madison County

Grant Wood was een kunstschilder, geboren in Iowa en na op verschillende plekken in Europa geleefd te hebben weer teruggekeerd. Eenmaal terug ontwikkelde hij een eigen variant op het realisme. Zijn bekendste werk is American Gothic.
In Madison County zijn zes 19e-eeuwse houten overdekte bruggen te vinden. Deze dienden als decor in de film The Bridges of Madison County uit 1992. Een andere bekende film die in de staat speelt is What's Eating Gilbert Grape. De Amana Colonies zijn zeven dorpen, gesticht in de 19e eeuw door Duitse Piëtisten waar men tot in de jaren dertig van de 20e eeuw als communes leefde.
Sinds 1973 wordt jaarlijks de RAGBRAI georganiseerd. Dit is een massale fietstocht, zonder competitie, dwars door de staat van west naar oost, van de Big Sioux River of de Missouri tot aan de Mississippi.

## Demografie en economie

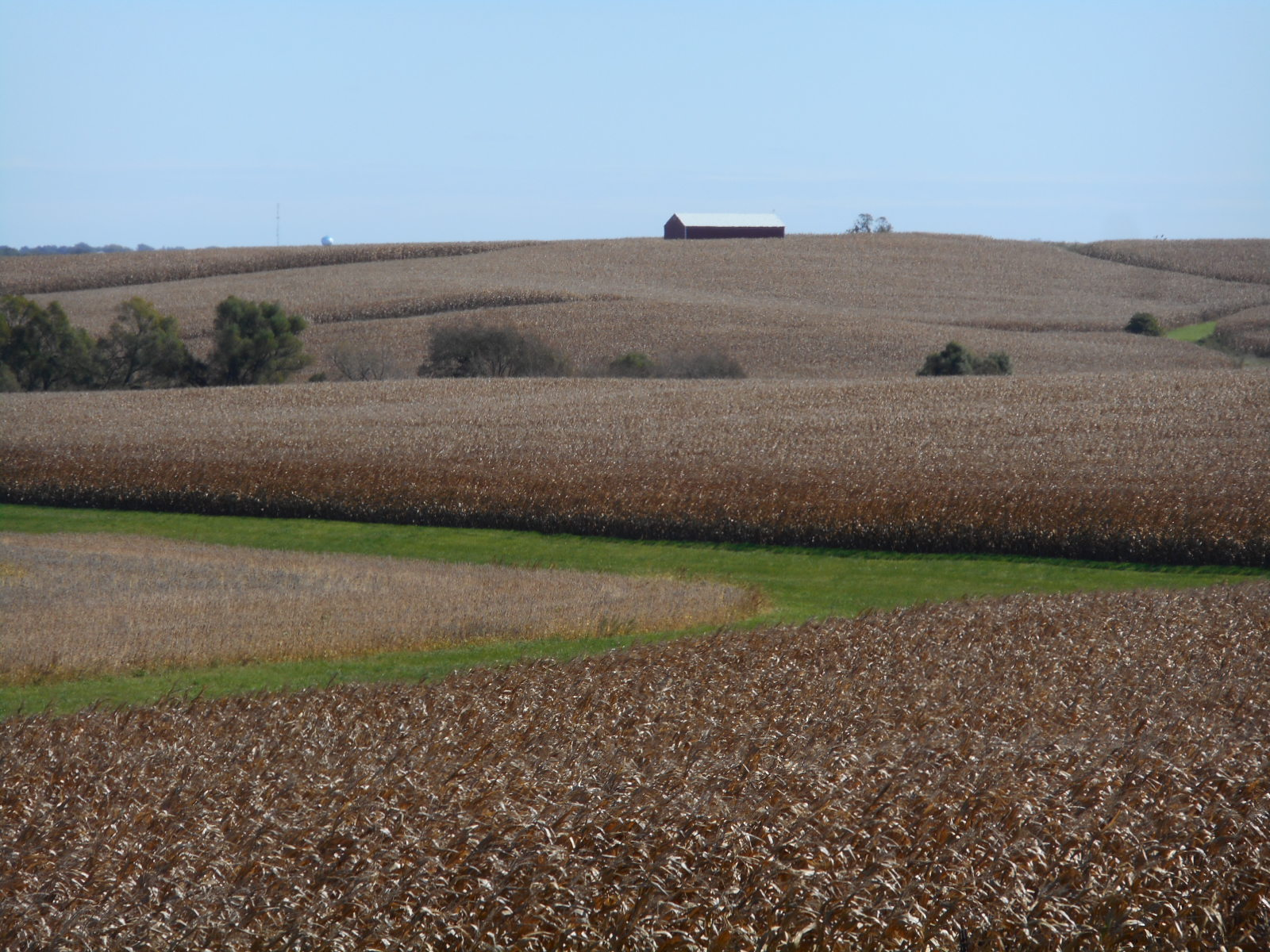
maisvelden in Iowa

In 2000 telde Iowa 2.926.324 inwoners (20 per km²) waarvan ongeveer 61% van de bevolking in stedelijke gebieden woont. De grootste steden zijn hoofdstad Des Moines en Cedar Rapids. Verder strekt een deel van de agglomeratie van de stad Omaha in Nebraska zich uit in het westen van Iowa.
Het bruto product van de staat bedroeg in 2001 91 miljard dollar. Van de bevolking is 35,1% van Duitse afkomst, gevolgd door Ieren (13,5%). 8,2% Engels, 5% Noors en 3,71% Nederlandse afkomst.
Iowa ligt midden in de Corn Belt en is de grootste producent van mais dat niet alleen als voedsel wordt verkocht maar ook tot biobrandstof en plastic wordt verwerkt. De staat kent een groot aantal boerderijen die als groot te boek staan. Ook wordt er veel aan biologische landbouw gedaan. In de staat is de Seed Savers Exchange te vinden waar oercultivars van verschillende groenten en fruit worden verbouwd om deze te bewaren voor het nageslacht.
In Forest City is Winnebago Industries gevestigd, een fabrikant van kampeerauto's. Vanaf 1966 brachten ze een model uit dat sterk concurrerend geprijsd was en daardoor bereikbaar voor een groot publiek. Vanaf dat moment werd een nieuwe trend gezet in vakanties.

## Taal
Het Engels wordt door 94% van de mensen gesproken. Hierna is Spaans de meest gesproken taal door de 120.000 latino's. Ongeveer 17.000 mensen spreken Duits, voornamelijk in het gebied rond de Amana Colonies, waar een speciaal dialect gesproken wordt. De amish-gemeenschap spreekt Pennsylvania-Duits.